# Joseph Bohdan Zaleski
Pour les articles homonymes, voir Zaleski.
Józef Bohdan Zaleski né le 14 février 1802 à Bohatyrka et mort le 31 mars 1886 à Villepreux, est un poète romantique polonais.

## Biographie
La mère de Józef Bohdan Zaleski meurt quelques mois après sa naissance. Benjamin d'une fratrie de treize enfants, il est élevé par une tante qui habite près de Kaniów. Les campagnes d'Ukraine sont les sources de ses premières inspirations.
En 1815, il étudie chez les Basiliens d'Ouman.
En 1822, il publie à Varsovie ses premiers poèmes Dumki.
Il arrive à Varsovie le 8 septembre 1820, accompagné de son ami Seweryn Goszczyński. Son ardeur devient patriotique contre l'oppresseur russe, il s'engage pour diverses sociétés secrètes qui devaient préparer l'Insurrection de novembre 1830.
Précepteur chez le colonel Gorski, puis chez le colonel Szembek, il se retrouve dans les rangs du premier régiment de chasseurs à pied, impliqué dans la bataille sanglante de Grochów des 19 et 20 février 1831.
Il est nonce dans le district de Tarachtcha, jusqu'à la chute de Varsovie en 1831.
Le poète se rend alors à Lwów, mais il sera forcé de quitter la Galicie. Il accompagne les premiers exilés de l’émigration polonaise.
Il chante alors sa patrie et ses douleurs dans le poème U nas inaczej.
Il s'exile à Paris où il côtoie Adam Mickiewicz et prend part à la vie littéraire et politique de l’émigration polonaise.
Il fonde le 19 décembre 1834 à Paris la Société des Frères Unis (Towarzystwo Braci Zjednoczonych) avec Adam Mickiewicz avec Antoni Górecki, et Stéphane Witwicki. Il fonde également, avec Adam Mickiewicz et Albert Kazimirski de Biberstein, la Société slave de Paris (Towarzystwo słowiańskie) .
Il part ensuite pour les Vosges, à la Robertsau et à Molsheim.
En 1870, il transpose sa Prière pour la Pologne (tiré de L'Esprit de la steppe) en écrivant Prière pour la France.
Józef Bohdan est aussi l'ami d'Ignacy Domeyko, grand savant émigré au Chili.
Il meurt dans la maison de sa fille le 31 mars 1886, à Villepreux.

## Œuvres
- Duma o Wacławie (1819),
- Duch od stepu (L'Esprit de la steppe - 1841),
- Lubor. Ballada z powieści ludu
- Śpiew poety
- Rusałki. Fantazja
- Przenajświętsza rodzina (la Sainte-Famille)[2]
- Śliczny chłopiec et Dumka, mis en musique par Frédéric Chopin.

## Mariage et descendance
- Il épouse Sophie Rosengardt, dont:
  - Joséphine Anna Denise Césarine Zaleska, épouse d'Alexandre Okinczyc